# Mihintale

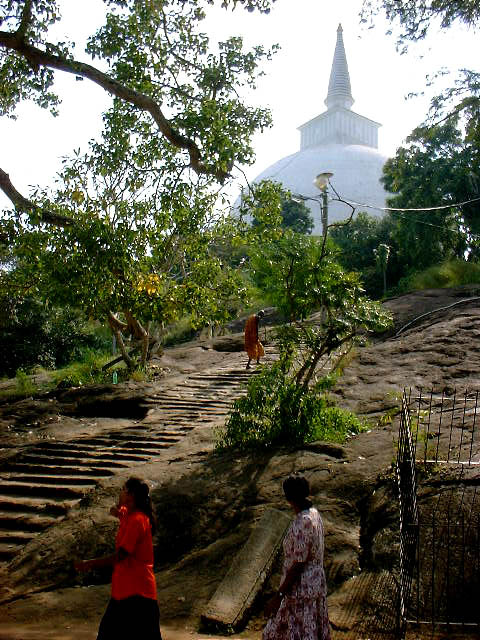
Kamenné schody vedoucí na vrch

Mihintale je vrchol hory poblíž Anuradhápury na Srí Lance. Srílančané věří, že je to místo setkání mezi buddhistickým mnichem Mahindou a králem Devanampiyatissa, které zahájilo přítomnost buddhismu na Srí Lance. Nyní je poutním místem a místem několika náboženských památek a opuštěných staveb.
Nachází se přibližně 12 km východně od Anuradhápury, poblíž silnice Anuradhapura - Trincomalee, naproti vyššímu vrcholu „Missaka Pabbata“ (cca 300 m n. m.).

## Historie
Podle Dipavamsy a Mahavamsy přišla Thera Mahinda na Srí Lanku z Indie v den úplňku měsíce Poson (červen) a setkala se s králem Devanampiyatissou a kázala buddhistickou víru. Tradiční místo, kde se toto setkání konalo, je uctíváno buddhisty ze Srí Lanky. Proto v měsíci Poson – o červnovém úplňku – buddhisté podnikají svou pouť do Anuradhapury a Mihintale.
Mahinda byl synem indického panovníka Ašóky. Král Ašóka přijal buddhismus poté, co byl inspirován mnichem jménem „Nigrodha“. Král byl ve velké bídě poté, co byl svědkem devastace způsobené expanzivními válkami. Setkání s tímto mírumilovným mladým mnichem bylo zlomovým bodem v jeho životě, poté se vzdal války. Byl odhodlán šířit poselství míru. V důsledku toho byli jeho syn i dcera vysvěceni jako buddhističtí mniši a stali se osvícenými araháty. Ve své snaze šířit poselství míru místo války poslal Ašóka svého syna Mahindu na ostrov Lanka, který byl také známý jako „Sinhalé“. Tento ostrov byl ovládán jeho přítelem, králem Devanampiyatissa. Tedy „Mahinda“ bylo indické jméno, které se v Sinhalé stalo „Mihindu“.

## Pojmenování
V sinhálštině Mihin-Thalé doslova znamená „náhorní plošina Mihindu“. Tato náhorní plošina je na vrcholu kopce, odkud měl Arahat Mihindu volat krále Devanampiyatissa, aby mu zabránil střílet jelena. Proto je „Mihin Thalé“ specificky sinhálský výraz.

## Galerie

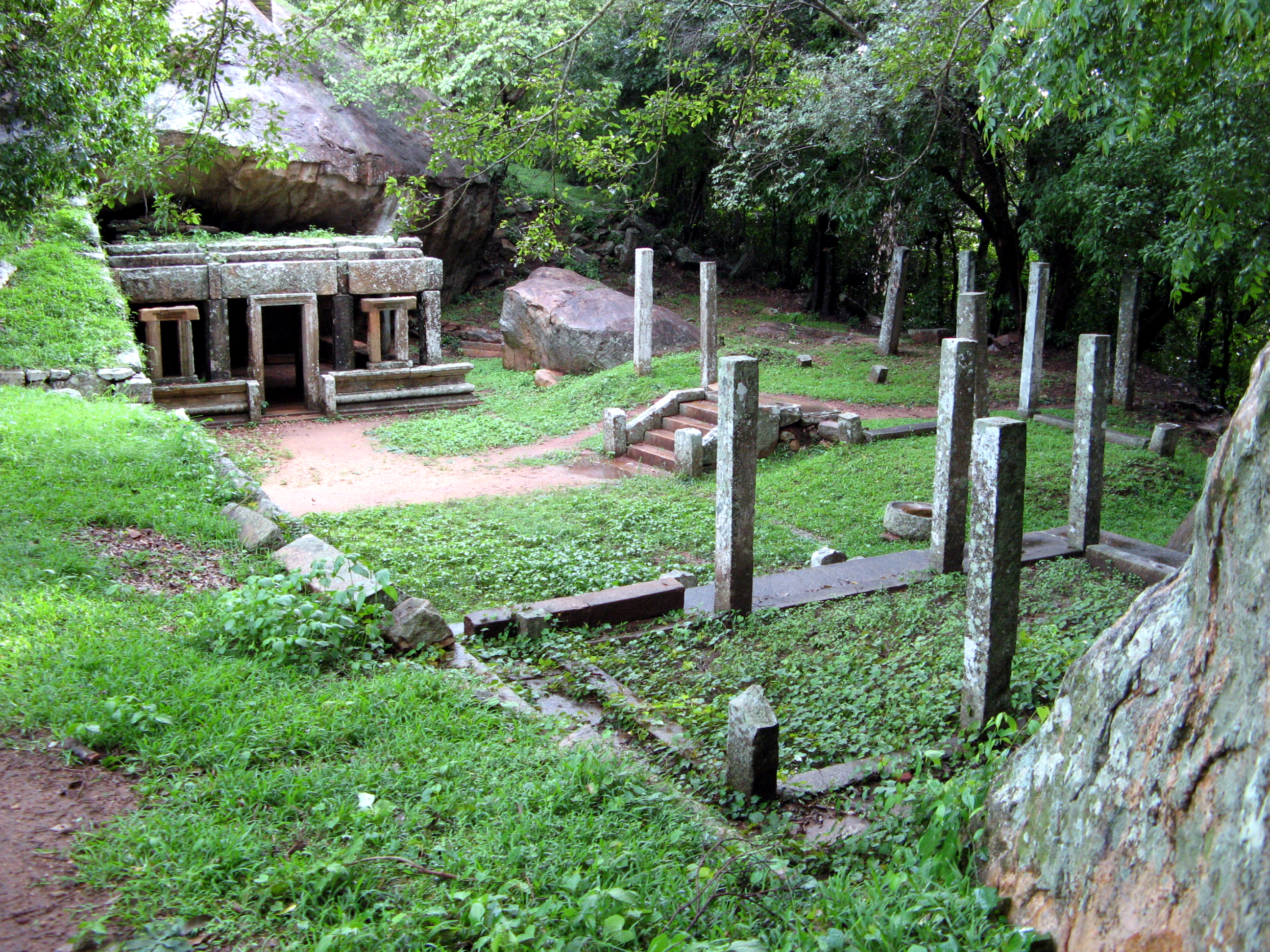
Lesní klášter
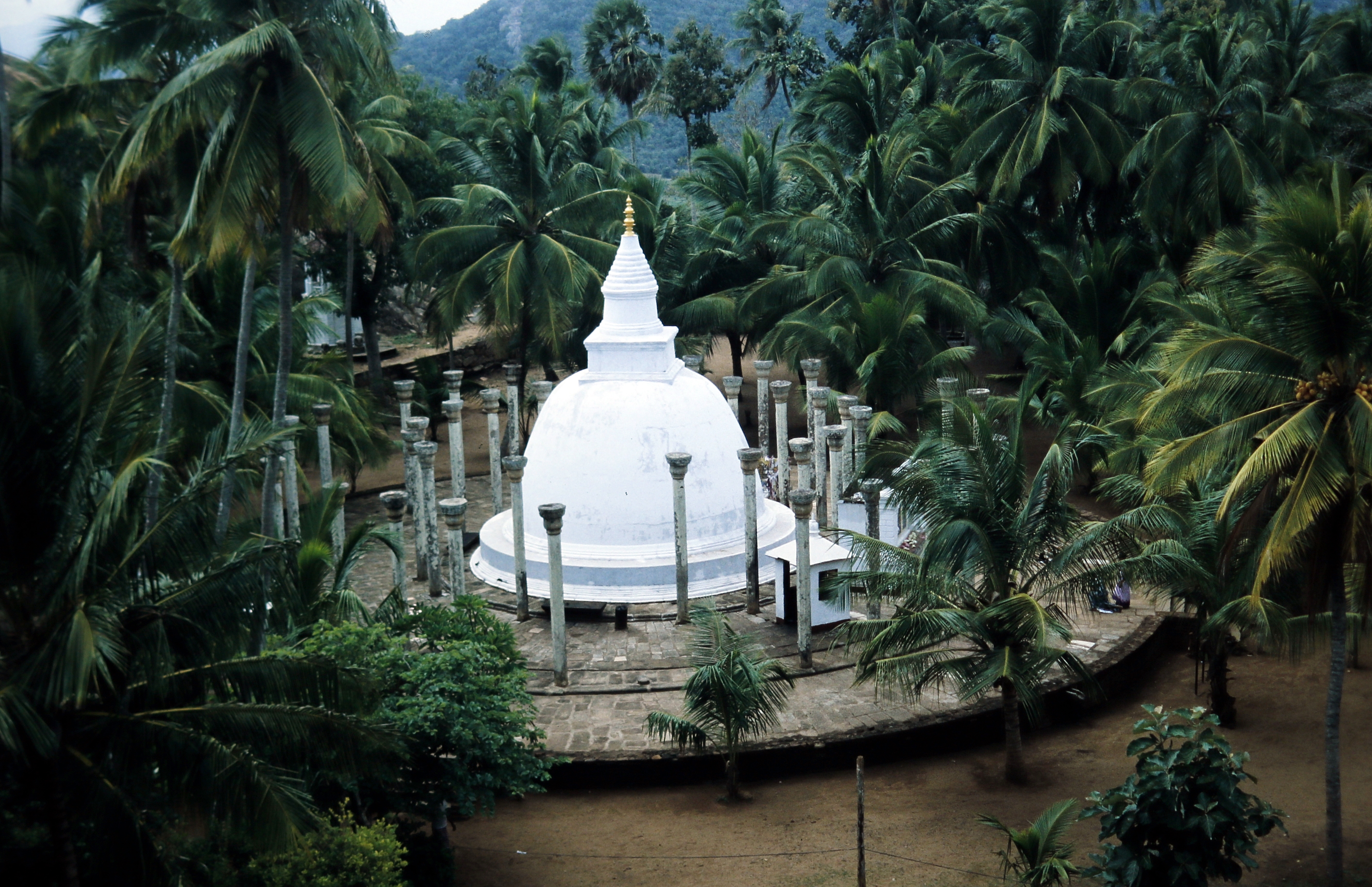
Ambasthala Dagoba
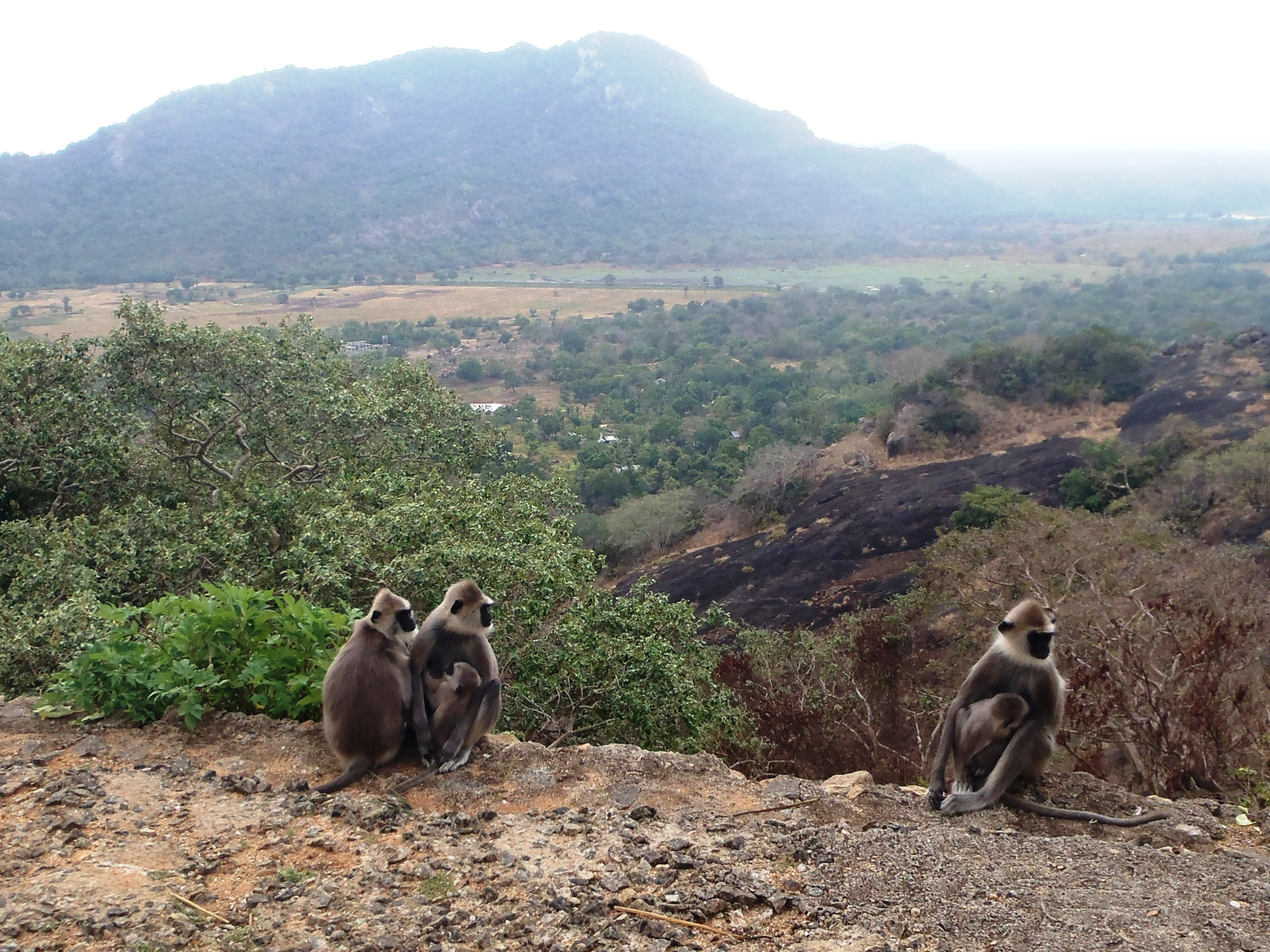
Opice žijící na vrchu
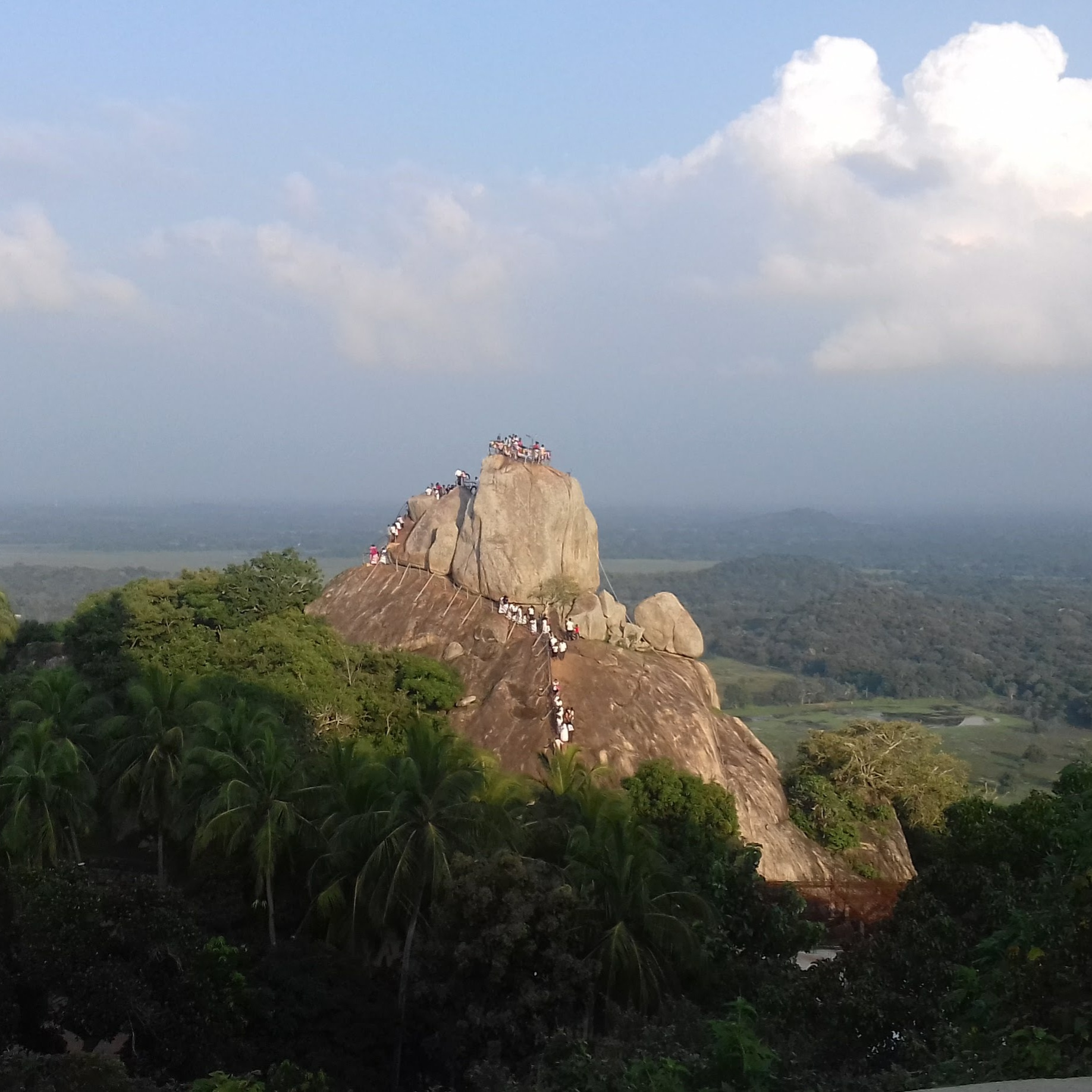
Vrch Mihintale